# Amiga

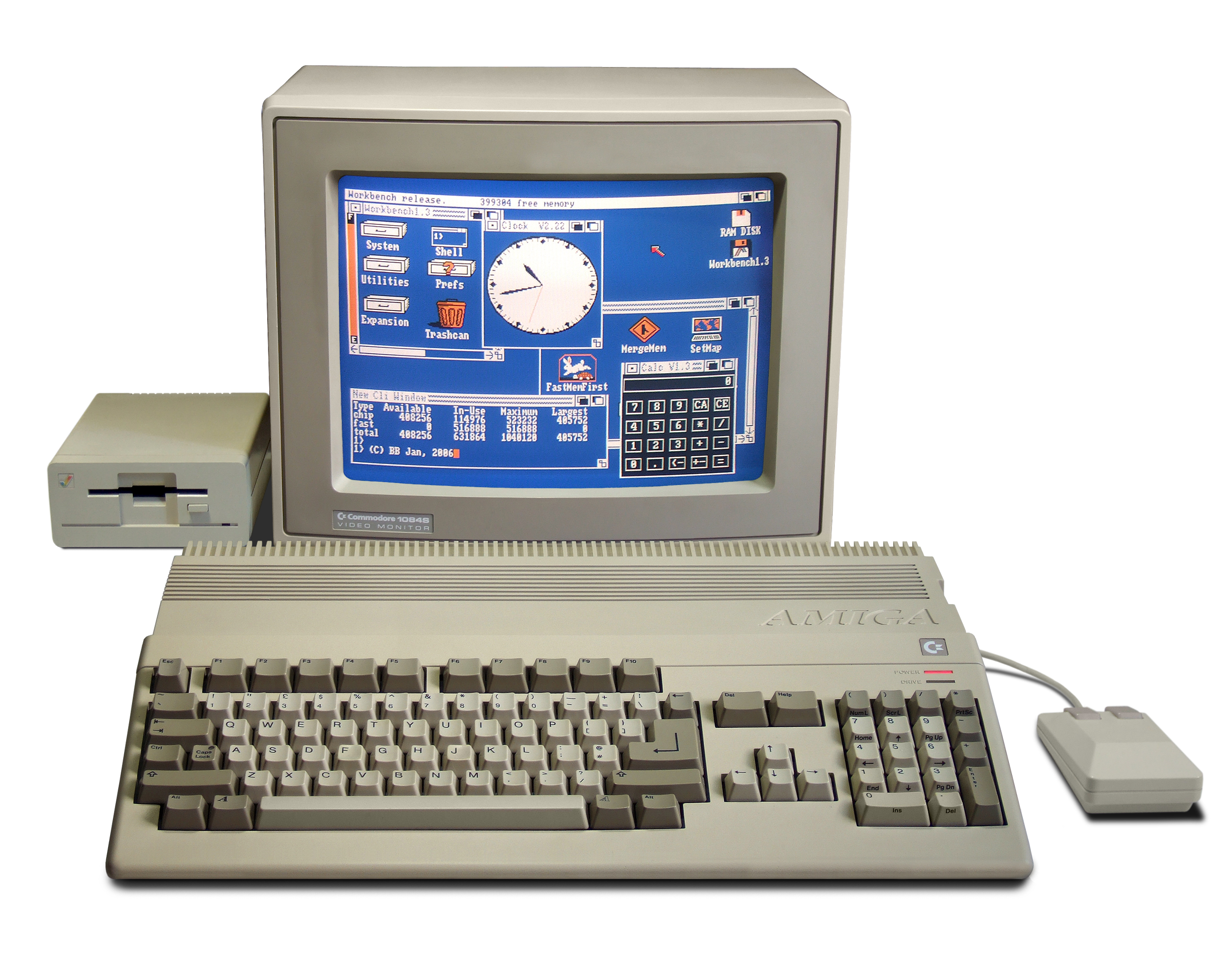
名機Amiga 500と、そのデスクトップ環境であるWorkbench 1.3（1987年）

Amiga（アミガもしくはアミーガ）は、1985年にコモドールより発売されたパーソナルコンピューターである。
同ハードは1980年代後半から1990年代初頭にかけて、主に欧州市場において人気を博したパソコンである。3DCGやビデオ映像といったグラフィックに対応していることが主な利点であり、映像製作者、メガデモ製作者、アーティスト、ゲーマーなどに熱狂的に受け入れられた。
日本においても、『ウゴウゴルーガ』といったテレビ番組や、『Dの食卓』といったコンピュータゲームにおいて使用された。
1987年発売の廉価版機体Amiga 500は欧州のゲーマーの支持を受け、ゲームコンソールとしてさまざまなゲームがリリースされた。ハイエンド版機体はプロの現場でも利用され、Amigaを利用して製作されたCGや映像作品が当時のテレビに多く登場した。
AmigaOSに搭載されたデスクトップ環境であるWorkbenchは、1985年の時点で先進的なカラー表示のウィンドウシステムを実現しており、これをGUIならぬMUI（Magic User Interface）と称した。プリエンプティブマルチタスクを実現した史上初のパソコン用OSである。当初はCPUにモトローラのMC68000を採用した16ビットマシンだったが、その後68020・68030・68040を採用した32ビットマシンも発表された。
Amigaシリーズのトータルでの販売台数は北米では70万台程度と奮わなかったが、一方でイギリスで150万台、ドイツで130万台、イタリアで60万台など、欧州各国で高いセールスを記録している。中でも最大のヒットとなったのがAmiga 500（通称「A500」）で、ドイツだけでも100万台以上のセールスを記録している。
ライバル機となるホビーパソコンのAtari STと激しいシェア争いを繰り広げたが、1990年代になってゲーム機やMacintosh、IBM PC/AT互換機に性能面で追い抜かれてしまい、マーケティングの失敗もあって1994年にコモドール社は倒産してしまった。シリーズ総計で600万台ほど販売されたと推測されている。

## 歴史

### 初期開発
元々アタリ社のゲーム機Atari 2600の開発に関係しており、後にAtari Lynxや3DOのハードウェア設計を手がけるジェイ・マイナー他のスタッフが、ゲーム機専用ジョイスティック開発を隠れ蓑としたAMIGA社を設立した。本業が歯科医の10数名の投資家グループから援助を受けつつ、新型のゲーム機として元々開発したものが初代のAmiga 1000であり、「Lorraine」というコードネームが割り振られた。しかし、どんどん機能が肥大して汎用コンピューターと化したLorraineの開発終了後、販売のための資金が底をつく。アメリカはアタリショックの余韻もあり、投資家グループはこれ以上のAMIGA社への資金援助は危険だと判断する。
開発陣は元々関係が深かったアタリ社のパソコン・ゲーム機部門が分社化されたアタリコープ（以下アタリ）に販売を持ちかける。しかしアタリは当時、新型16bitコンピュータ、ATARI 520STの発売前であり、この話は実現しなかった。ここで販売を申し出た会社がコモドールだった。パソコンメーカーは16bitコンピューターへの製品の転換期を迎えていたが、コモドール64で市場を制覇した8bitパソコンの雄コモドールには次世代機が無かった。
これらの背景として、コモドールの株主と対立して追放されたコモドール創業者のジャック・トラミエルが代わりにAtariを買収し、業界への再参入を画策しており、そのためにアタリ社内で進行中のプロジェクトを全てリセットし、一方でコモドールの開発者を全員アタリに引き抜いて新型コンピューターの開発に当たらせている、などの裏事情があった。コモドールとしては渡りに船、とのことで、ここでAMIGA社の新型コンピューターLorraineはコモドールで販売されることとなる。また、コードネームLorraineを廃して、AMIGAというブランド名に変更となる。

### 衝撃的なデビュー
コンピュータでアニメーションを描くことすら難しい時代、1984年冬のコンシューマー・エレクトロニクス・ショーにて、3Dで影付きの紅白の市松模様のボールがリアルな衝突音と共に跳ね回る様子が60fpsでアニメーションされるデモ、通称『Boing Ball』が披露され、衝撃的なデビューを飾る。『Boing Ball』は現在に至るまでAmigaの象徴とされ、コモドールの倒産後はロゴとしても採用されている。他にも、Amigaのアイコンとして多数のグッズが発売された。
1985年、最初の製品Amiga 1000がリリースされた。同年にライバル機Atari 520STもリリースされ、この2機種がホームコンピューター市場を席巻する。8ビット時代にはコモドール・アタリと並ぶパソコン御三家の一角としてApple IIを販売していたアップル社も、これら2機種への対抗馬として1986年にApple IIを16ビット化しグラフィック機能を強化したApple II GSを投入し、1980年代の16ビットホビーパソコン市場はこの3機種によるシェア争いとなった。MIDIポートと高解像度モノクロディスプレイモードを搭載してミュージシャンやCAD方面に人気があったAtari STに対し、AmigaはCG製作者や映像製作者に人気があったが、Apple IIGSは人気の面でAmigaやAtari STに後れを取っていた。（ちなみに、アップルが1984年に発売したMacintoshは白黒二値表示しかできず、ビジネス市場も視野に入れた高性能機種として位置づけられており、Amigaなどと競合するホビーパソコンではなかった。）

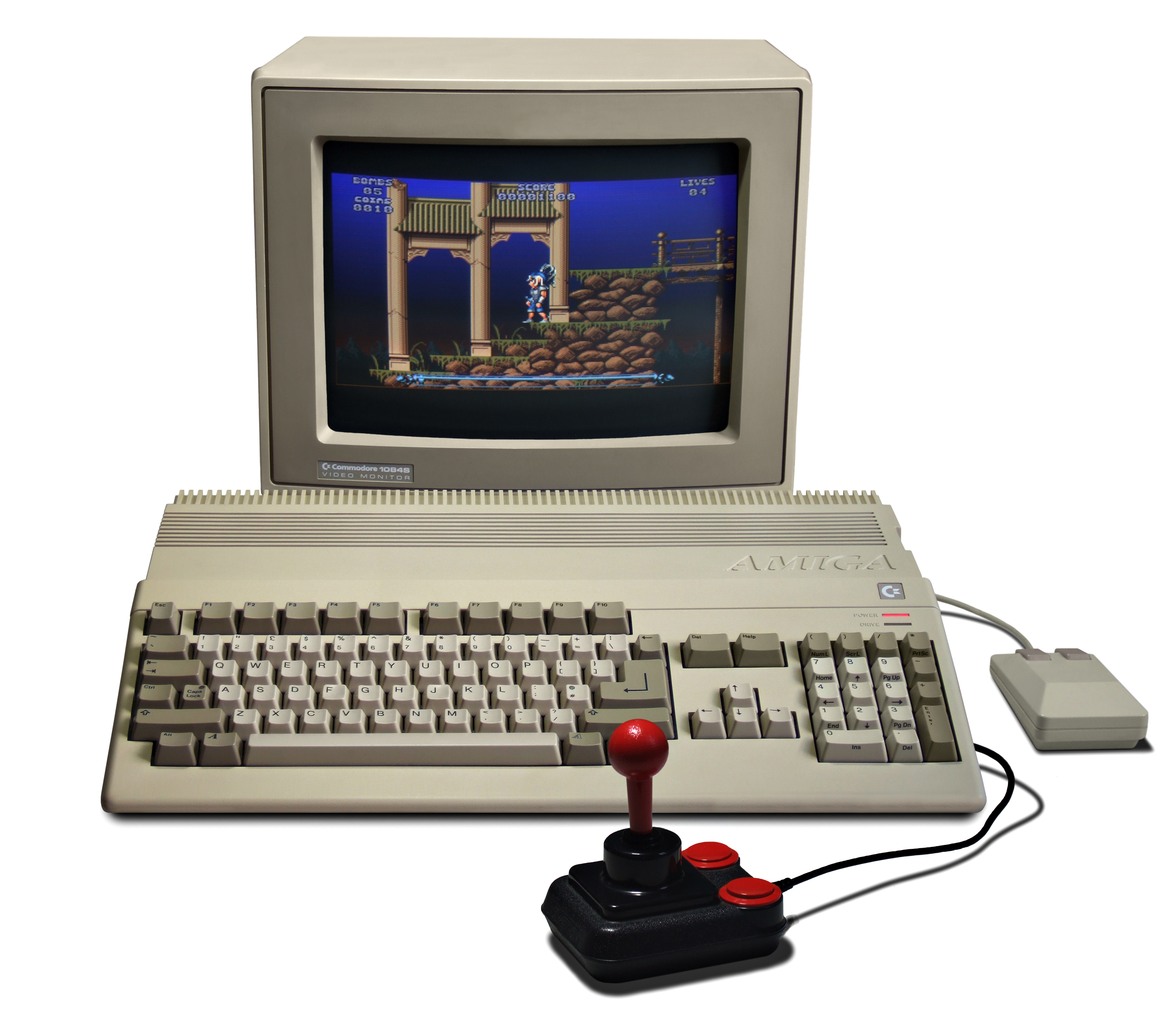
Amiga 500はゲームコンソールとしてゲーマーの支持を受けた。ちなみに画像は英シグノシス社『Leander』で、パッケージに日本語であおり文が書かれているなどオタクブームの影響を受けた作品の一つ

1986年頃、後に日本の代表的なAmigaユーザーの一人となるミュージシャンの平沢進がAmiga上で動作する"Juggler"と呼ばれるメガデモに出会っている。この頃からAmigaに個人的な興味を持ち始め、1988年前後にアパートの一室で営業していた販売店で積み上げられていたAmiga1000の1つを購入し、自宅での個人使用を開始している。この当時はまだパソコンの使用方法に関する情報が乏しく、特にAmigaに至っては日本で全くといっていいほど知られておらず、さらには本体に付属されるべき説明書すらない中で組み立て時から試行錯誤しながら使用方法を徐々に習得して行ったという。Amigaを使用したパソコン通信接続も試みている。
1987年には廉価版のAmiga 500とハイエンド版のAmiga 2000がリリース。Amigaは倒産まで廉価版とハイエンド版の二本柱でリリースされた。「ゲームパソコン」として、人気ゲームやジョイスティックと共に購入されることを前提で販売されたAmiga 500はゲーマーに好評を受けたが、699米ドルと廉価ながら使いやすいGUIによるOSを搭載していたため初心者ユーザーの支持も大きかった。

### 競合との競争激化 (OS Ver.2)
1990年にはOSがVer.2にメジャーバージョンアップし、高性能なECSチップセットとMC68030を搭載したAmiga 3000をリリース。売れ行き的にも絶頂期を迎え、Atari STを圧倒するが、一方でこの頃からハードウェア性能がMacintoshやPC/AT互換機に追い抜かれる。北米ではビジネスユースで圧倒的なシェアを得たPC/AT互換機がホームコンピューターの市場を食っていたこと、玩具屋で安売りされるなどのCommodore64以来の販路が「ゲーム機並みの玩具パソコン」として敬遠されたこと、趣味でデスクトップムービーを扱うような層が欧州に比べて限られていたことなどから、この頃からはAmigaの市場はほぼ欧州のみとなっていた。世界的にシェアを持つモトローラ系のメジャープラットホームはMacのみとなり、モトローラがMacのみに注力するようになったため、Amigaなどには最新の部品(MC68040など)が供給されなくなり、ますます差が広がった。
1991年、フィリップスが規格を制定したマルチメディア機であるCD-iプレーヤーに対抗して、Amiga 500のハードをそのまま流用したCommodore CDTVを「マルチメディア機」として売り出したが商業的に失敗に終わる（ちなみにCD-iも失敗している）。また同年、Amiga 500の改良版としてWorkBench 2.0を搭載したAmiga 500+をリリース。ユーザーインターフェイスは進化したものの、WorkBench 1.3を搭載していたAmiga 500との互換性に乏しく、いくつかのAmiga 500用のゲームが動かなかったためにゲーマーの不評を買う。一部のゲーマーはAmiga 500+にWorkBench 1.3をロードさせるプログラムを使って対処した。
1992年、Amiga 500+の改良版としてAmiga 600をリリース。コモドールは16ビット機から32ビット機への移行期にあたって、16ビット機であるAmiga 500シリーズを32ビット機に対する最廉価ラインと位置づけ、そろそろゲームコンソールとしての役目を終えようとしていた8ビットゲームパソコンCommodore64/128シリーズをこのAmiga 500シリーズで置き換える目論見であった。コモドールはAmiga 600を「レミングス」などの人気ゲームやグラフィックスエディタの「デラックスペイント」と抱き合わせにしてAmiga 500と同価格帯で販売したが、既にAmiga 500シリーズはゲーム機としては性能が陳腐化しており、欧州のゲーマーは1990年末にリリースされたSEGA MEGA DRIVEにどんどん移行していったため、結局Amiga 500シリーズは打ち切られ、本来上位機種と位置づけられていたAmiga 1200がゲーマー向け廉価機種として投入される羽目になってしまう。1990年前後より欧州各国でオタクブームが起こり、Amiga 500でも『アピヂャ』や『タリカン3』など日本製アニメの強い影響を受けたゲームが多くリリースされるが、MEGA DRIVEにてリリースされる本家の日本製ゲームは質・量共にAmigaを圧倒しており、Amigaは欧州のオタク層の支持を失った。

### 売り上げの低迷 (OS Ver.3)
同じく1992年、Amiga OS Ver.3と最新のAGAチップセットを搭載したAmiga 1200とAmiga 4000をリリース。しかし経営は苦しく、特にゲームパソコンとしてAmiga 500に続くヒットが期待されたAmiga 1200対応のゲームが揃わないのが痛手であった。安価なPCとは言えコンシューマー機よりもはるかに高価、PC/AT互換機でもVGAとSoundBlasterが標準となったこの頃にはかつてのような先進性は失われ、市場もゲームメーカーも欧州にしかない、などさまざまなマイナス要素があったためである。これまでAmiga 500用のゲームを供給し続けてきた欧州のゲームメーカーも、Amigaにおけるゲームの違法コピーの蔓延とMEGA DRIVEの爆発的普及を見て、Amiga 1200より売り上げが見込めるMEGA DRIVE（あるいはPC/AT互換機）に乗り換える所が続出した。Amigaの売り上げの低迷に加え、同年にはコモドールがCommodore 64/Amiga事業と平行して進めていたPC/AT互換機事業が失敗に終わり、事業を清算するなど、会社が傾き始める。同年、アタリからは対抗馬としてAtari Falconが投入されていたが、既に欧州でもホームコンピュータ市場が消滅しつつあり、アタリも経営が苦しいのには変わりがなかった。両社とも業績悪化に伴ってハードウェア開発が停滞しており、パーツのコモディティ化に伴ってどんどん価格が下がるPC/AT互換機に比較して価格性能比が悪く、かつてのライバルであったAppleのMacintosh Quadraには性能面で対抗できなかった。Amigaの最新機種であるはずのAmiga 1200とAmiga 4000に搭載されたAGAチップセットがECSチップセットの小規模な改良に過ぎず、またAmiga 1200にMC68030ではなく時代遅れのMC68020を採用するなど、当時の流行であったSVGA対応のマルチメディアPCの対抗馬となりえなかったことは、プロユーザーとゲーマーを大いに失望させた。
なお1992年には、日本ではAmigaで作成されたCGが前面に出された「ウゴウゴルーガ」の放映がスタートしている。
1993年、MEGA DRIVEに奪われたゲーム市場を奪回すべく、Amiga 1200を改良し、ゲームパソコンではなく純粋なゲーム機としてデザインしたAmiga CD32をリリース。パソコンを基にしているとは言え史上初の32ビットゲーム機であったが、MEGA DRIVEの『ソニック・ザ・ヘッジホッグ』に相当するキラータイトルが用意できず、ゲーマーにアピールするところがなく失敗に終わる。このAmiga CD32が実質的にAmiga最後のハードとなった。一方同年にはアタリもゲーム機Atari Jaguarをリリース。Jaguarに注力するためとの名目でFalconの出荷を停止し、遂にパソコン市場から撤退するが、Atari JaguarもAmiga CD32と同じく失敗に終わった。北米ではもはや映像のプロくらいしか顧客がないAmigaを扱う小売店は皆無に等しく、欧州でもAmigaが売れているのはドイツとイギリスのみとなっていた。

### コモドール倒産

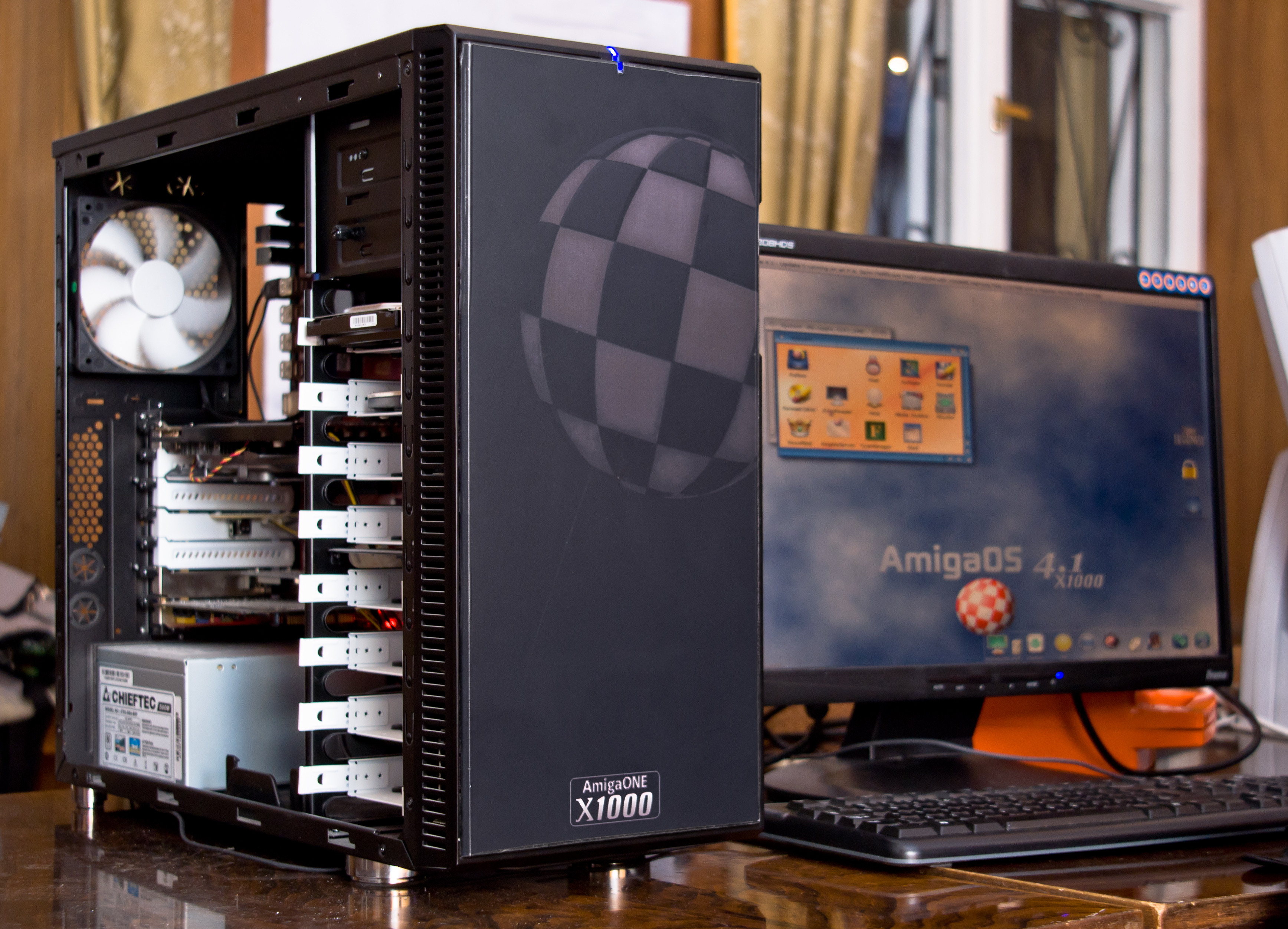
AmigaOne X1000とAmigaOS 4.1(2012年)

1994年6月、Amigaの生みの親であるジェイ・マイナーが死去。その2か月後にコモドールは倒産する。Amiga 4000のタワー型筺体「Amiga 4000T」が型番的にはAmigaシリーズ最後の、そしてコモドール最後のハードとなっている。コモドール倒産前、ヒューレット・パッカード社製のPentium互換CPU、AGAチップセットを上回るAAAチップセット搭載、Windows NT駆動のAmiga 6000の制作が発表されるが、結局このマシンは日の目を見ることはなかった。
コモドール倒産後、Amigaの版権は各社を転々とする。コモドール末期のハードAmiga 4000Tなどは、版権を受け継いだドイツのEscom社の下で生産された出荷数のほうが多い。Amigaはドイツではまだ人気があったし、他の国でも特定の方面には依然として大きな需要があったが、親会社の経営方針のために倒産の時点でハードの開発が止まってしまい、MacやPCに対して性能的にどんどん水をあけられ、一方ではLightwaveなど主要なサードパーティー製ソフトの他機種への移植も進み、徐々に表舞台から姿を消してゆく。時を同じくして他のホームコンピュータ(MSXやイギリスのAcorn Archimedes、日本ではFM TOWNSやX68000などがこれに当たる）も次々と製造を終了していき、パソコン市場はPC/AT互換機とMacintoshが席巻するようになった。

### 2000年代以降
2000年代に入ってから版権を獲得したゲートウェイより独立したAmiga社の元で開発が再開し、Amiga社がライセンスしたPower PCベースの後継機AmigaOneが製作されるなどしているが、すでに他機種と対抗できるレベルにはなり得ず、好事家に細々と販売されているかたちであり、往時の勢いはない。
それでも開発は継続されており、2019年6月現在で最新のハードは2016年10月発売のAmigaOne X5000である。一方、コモドール時代の旧Amigaに関してはWindowsやMac上にて動作するUAEなどのエミュレータが存在しており、そちらを利用している好事家もいる。

## Amigaの周辺

### フォーマット
グラフィック部分においては標準とされたフォーマットであるIFFが後のTIFF（タグ付きIFF）となり、サウンドにおいてはMOD、MED、OctaMED等のフォーマットがAMIGA以外のパーソナルコンピュータでも広く使われた。

### メガデモ
北欧をメインとするヨーロッパ地域にはcommodore64などを利用したコンピュータによる映像作品（デモ）を製作するデモシーンと呼ばれる文化が存在していたが、Amigaの登場によってデモシーンは大いに盛り上がった。メガデモとはAmigaの1MB足らずのフロッピーディスクに収まるデータでどれだけ秀逸なデモを製作できるかを競うものであり、現在に至るまでデモシーンの代名詞となっている。ヨーロッパで最も普及した機種はAmiga 500であったため、デモシーンにおいてもAmiga 500が基本となった。わずか8MHzのMC68000を搭載したAmiga 500が、CPU的にはその10倍以上の性能を持つPentiumやPowerPCを搭載したパソコンが主流となった1990年代中盤に至ってもデモシーンの中心たりえたのは、メガデモグループの技術力の高さとカスタムチップの賜物といえる。一方で、高品質なメガデモであればあるほどAmiga 500に極限まで最適化されていたため、それ以外の機種ではまともに動かなかったことが、Amiga 600などの後継機の普及を妨げた一因ともなった。

### CG・映像製作

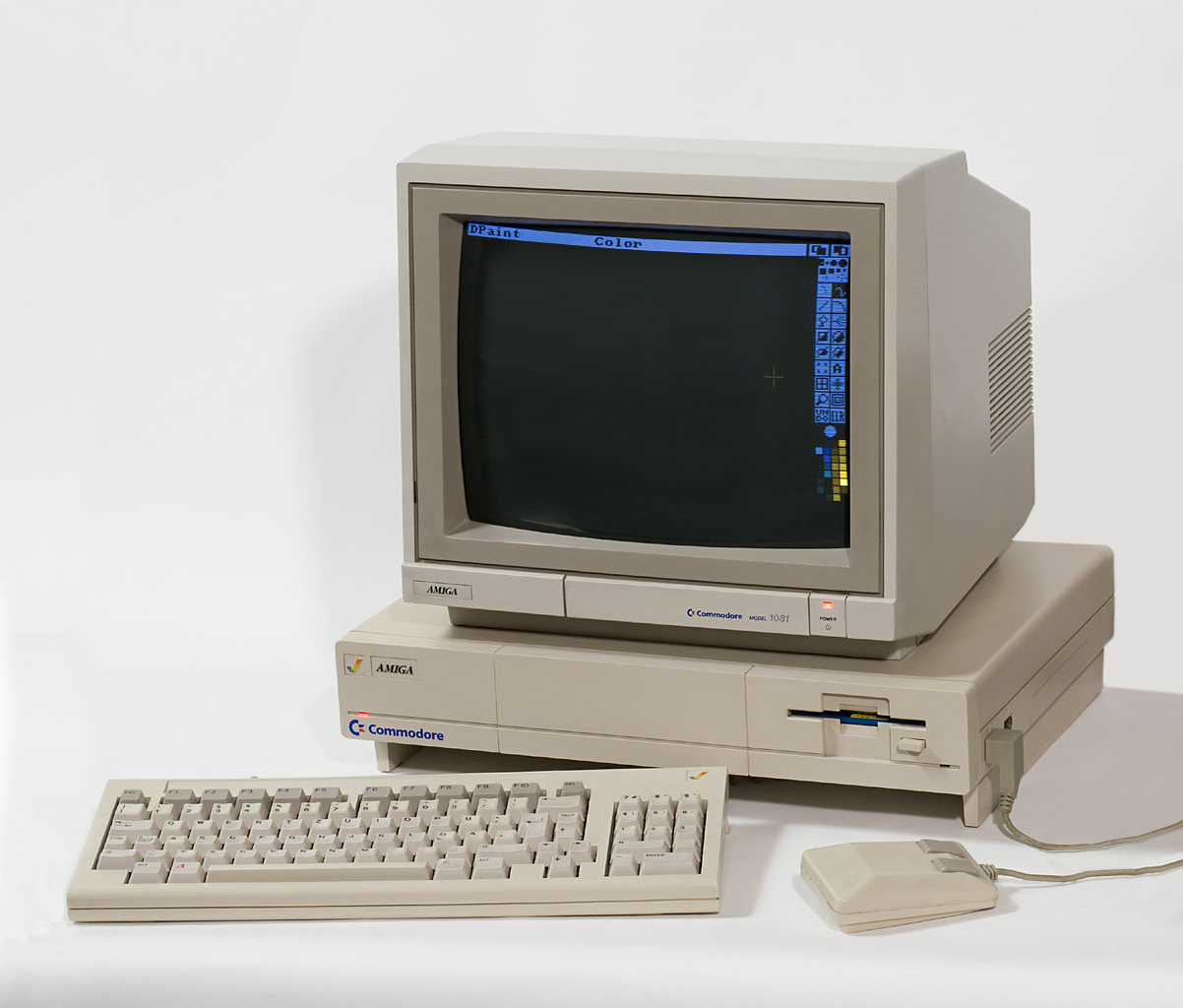
Amiga 1000と、Amigaを代表するペイントソフト・デラックスペイントを用いて作画されたCG（1985年）

Amigaは低価格なパソコンでありながら、プロの間では高価なSGIのワークステーションIRIXに匹敵する人気を持ち、テレビや映像ソフトの製作現場でも大々的に利用された。サードパーティーが発売した拡張スロットを利用するハードウエア「Video Toaster」によるビデオの制御、およびその3DCGソフトウエアであるLightWave3Dが有名で、『マックス・ヘッドルーム』や『バビロン5』などのSFドラマの製作に活用された。日本においても子供向け番組『ウゴウゴルーガ』に実際にアミーガで作成されたCGが使用されていた他、アミーガを代表するペイントソフトであるデラックスペイントを使用して作成されたCGを使用した番組が多数存在した。元気が出るテレビの初期オープニングなどがその代表例である。コモドールが倒産した後も、映像編集ソフトのPersonal Animation Recorder（PAR、後のdpsReality）、3DCGソフトのLightWave、アニメーションマスター、Cinema 4Dなどの主だったソフトは他プラットホームにてリリースされており、特にLightWaveは2010年代においてもなお業界の主流ソフトのひとつである。

### ゲーム
欧米ではゲーミングマシンとしてAmiga500の人気が高く、北米では1990年ごろまで、欧州では1990年代前半まで命脈を保った。Amigaから人気に火がついたゲームで日本でも知名度が高い物としては「ポピュラス」や「レミングス」などが挙げられる。欧米のみで発売され人気のある、いわゆる洋ゲーも数多い。
また、『ボンバザル』など一部の作品はコンシューマ機向けへの移植も行われている。
ちなみにコモドールの本社はアメリカだったが、デモシーンの存在やゲーマーたちの支持によりAMIGAはアメリカよりもヨーロッパで人気があり、Amigaのメガデモ製作で名を成した若者がゲーム業界にスカウトされるなどの好循環のお陰で、ヨーロッパではAMIGA専用のゲームも多数あった。『Speedball』や『Alien Breed』と言ったAmigaの代表的なゲームのいくつかは現代風リメイク作品が2000年代以降のコンシューマ機でもリリースされるなど、長い人気を持っている。
加えて、コンシューマ機向けゲーム開発環境としても少なからず使われ、日本では有限会社ワープのDの食卓の製作にも用いられた。当時は高度なフル3Dの映像をリアルタイムで描写できる家庭用ゲーム機は存在しなかったので、CGムービーと静止画をつなぎ合わせた擬似3Dアドベンチャーとして発売された。他には、プレイステーション用ゲーム『ウィザードリィVII ガーディアの宝珠』のグラフィックス製作にもAmigaは用いられている。

### その他の使用例
Amiga OS 2.0以前には合成音声の「sayコマンド」が付属しており、平沢進が自身の楽曲に使用していた。平沢は演奏やミュージックビデオ製作などにAmigaを多用する熱狂的なAmigaファンであり、後にAmiga OS 4.0の起動音も手がけることとなる。
また、キヤノンのゼロワンショップの宣伝に使用されたマックス・ヘッドルームの主人公もAmigaで作成されたCGを用いていた。

### 特殊な使用例
- NASAでは、2004年まで低軌道の衛星の追跡にAmigaが使用されていた。ケネディ宇宙センターでは、ストリップチャートレコーダーの動作、データのフォーマットと表示、デルタロケット打ち上げ用プラットフォームの制御ステーションにAmigaが使用されていた[11][12][13]。
- パロマ天文台では、望遠鏡に搭載されたCCDイメージセンサの較正・制御、収集したデジタル画像の表示・保存にAmigaが使用された[14]。
- 2015年現在、ミシガン州グランドラピッズの公立学校区では、1200ボーのモデムを搭載したAmiga 2000を使用して、管轄する19の学校の冷暖房システムを自動制御している。このシステムは何十年も昼夜を問わず稼働している[15][16]。

## 日本でのAmiga
コモドール社はアメリカの会社であり、Amigaはアメリカ、ヨーロッパ、南米といったアルファベットを使用する国で普及した。しかしながら漢字やアラビア文字などが使えなかったため、アルファベット以外の文字も使う国ではあまり普及しなかった。
日本はコモドールジャパンから販売されていたが、日本語が使用できなかったためあまり普及せず、後に日本語入力システムが開発されたが流れを変えるまでには至らなかった。
日本で1980年代前半にVIC-1001やマックスマシーンをヒットさせたコモドールジャパンはコモドール64やAmigaの販売に失敗し、1990年前後に活動を停止したため、それ以降にAmigaを入手するには秋葉原や御徒町などに数店舗存在したAmiga専門店で購入するか、欧米から個人輸入するしかなかった。
Amigaは画像や映像の加工処理に優れていたため一部のデザイナーやゲームクリエイターには絶大な人気があり、前述のテレビ番組『ウゴウゴルーガ』に参加した個人クリエーター達は軒並みAmigaを用いていたほどだった一方、それ以外のPCユーザの支持は得られなかった。
日本では1987年に発売されAmigaと同じくCPUにMC68000を採用しマルチメディアに強みを持ったシャープ・X68000が和製Amigaと呼ばれ、パソコンオタクユーザーの支持を得て欧米のデモシーンと比べても遜色ないハイクオリティな同人シーンを形成したが、シャープはパソコンが本業ではなく積極的な展開を行わなかったことと、40万円近い高価な価格設定もあって大きなシェアを得ることはできなかった。
Amigaが欧米でゲームハードとして支持された1980年代後期から1990年代初頭にかけて、日本ではPC/AT互換機よりさらに低いグラフィック性能しか持たないPC-8800シリーズやPC-9800シリーズがホビーパソコン市場で寡占的なシェアを得ていたため、パソコン向けゲームはコンシューマー機向けに比べて圧倒的に不利となり、コンシューマ機ではリリース不可能な成人向けゲームを除いて衰退してしまった。PC/AT互換機の性能がAmigaを追い抜いた1990年代中頃には、欧米のパソコンゲーム会社はプラットホームをPC/AT互換機に移し、同時期に日本でブームとなったPC/AT互換機やWindows 95とともに日本に流入して「洋ゲー」として日本で耳目を引いた。

## ハードウェア

### カスタムチップセット

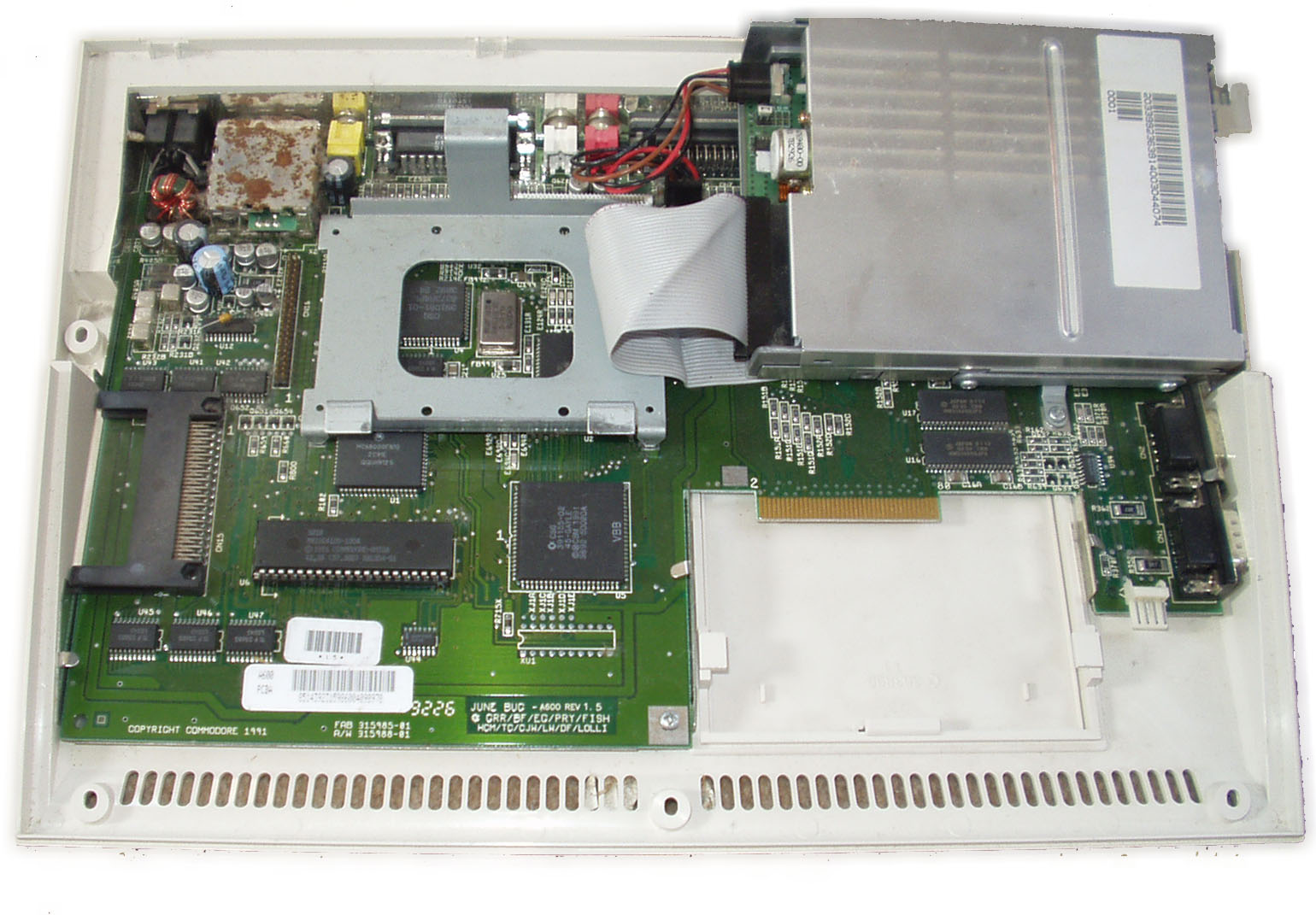
Amiga600の内部構造

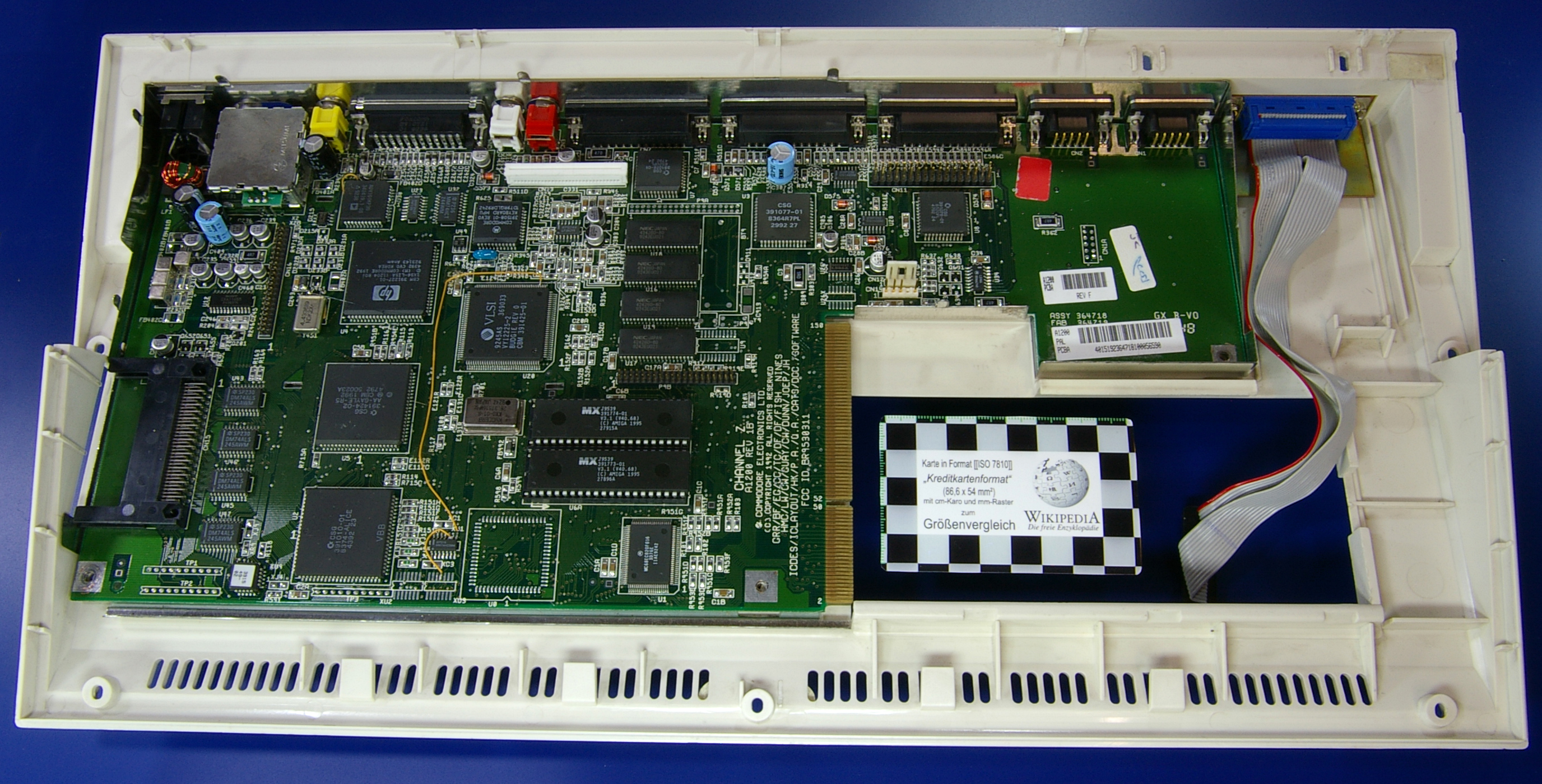
Amiga1200のメインボード

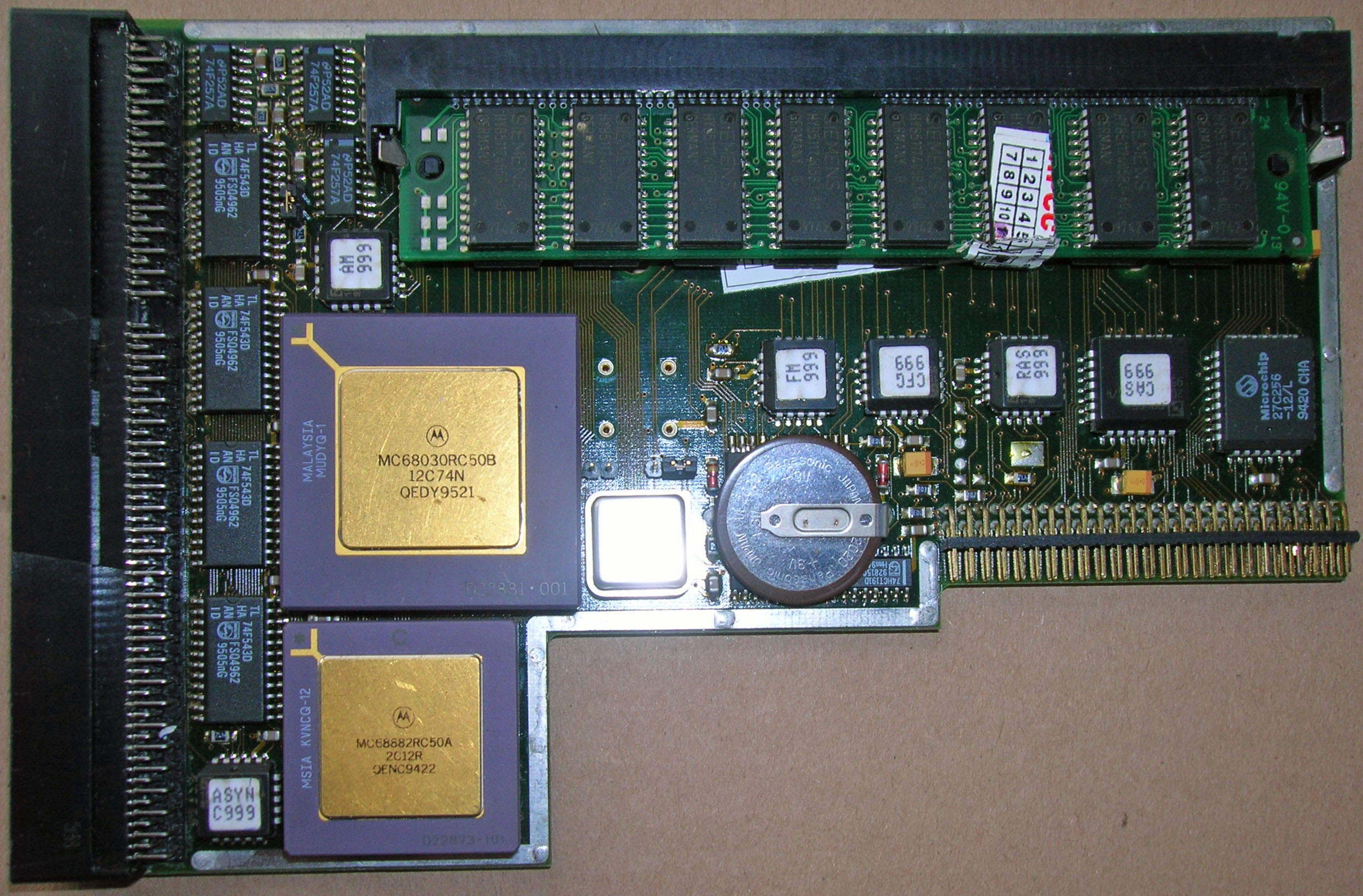
Blizzard 1230 Mk III アクセラレータ。Amiga 1200にMC68030のゲタを履かせる

AMIGAは発売当初より複数の強力なカスタムチップを搭載していた。4096色パレット中16色表示、ないしは32色表示、特殊モードであるHAMでは4096色全部を表示、スプライト機能を有するグラフィックのAgnusとDenise、PCM音源同時発音数4音と、サウンド関連の処理を得意としたPaulaの3つである。この3つのカスタムチップの組み合わせを後にOCS（Original Chip Set）と呼ぶ。そして、これらのカスタムチップはCPUの命令を介さず、独自にメモリにアクセスできる権限を持っていた。これをダイレクトメモリアクセスと呼ぶ。
後にアクセスできるメモリー数を増やしたECS（Enhanced Chip Set）がAmiga 500Plus、そしてAmiga3000での標準カスタムチップセットとなった。
なお、実際はAmiga 3000の設計時には後にAmiga 4000、Amiga 1200、そしてAmiga CD32に搭載されたカスタムチップセットであるAGA（Advanced Graphics Architecture、またはイギリスではAdvanced Graphics Arrayと呼ぶ）チップセットは完成していたらしいが、コモドールはAmiga 3000に搭載することをわざわざ見送ったらしい。AGAチップセットの内訳は画像関係はAlice、Lisaというカスタムチップが処理し、音声関係は再びPaulaが扱った。これでAmigaは24bitカラー中256色を同時発色、特殊モードであるHAM-8では262,144色を同時発色できるようになっていた。
また、ライバル機であるアップル Macintoshは初期は白黒2色表示であり、Amigaより高価だったにもかかわらず画像表示の点で市場に与えるインパクトは初代Amigaには到底及ばなかった。しかし、Macintoshは1987年のMacintosh IIで256色同時表示を実現し、のちに24ビットカラーに移行していく。Macの描画エンジンであるQuickDrawはカラー化を考慮して設計されており、Amigaのような互換性問題はほとんど生じなかった。カスタムチップに頼らずソフトウェアの工夫で様々な機能を実現するというMacintoshの設計思想はAmigaとは対照的であり、Amigaの強力なカスタムチップは、互換性を保ちながら高性能化を図っていくにあたって足枷となった点も否定できない。

### Amigaのグラフィックス
AMIGAのグラフィック表示方式は通常のWindowsパソコン、またMacintoshなどと大きく異なる。これら普通のパソコンでの画像処理は、VRAMという特殊RAMのメモリ一つ一つがモニターのピクセルと関連付けられていて画像処理の度に書き換わる、ビットマップ方式と呼ばれるもので、高速なスクロール処理には向かない、といった欠点を持つ。対してAMIGAはWindowsを採用する以前のPC-9801シリーズなどと似た、ビットプレーン方式という画像処理方法を採用していた。単色の画面を複数重ねることで多色表示をする構造で、ビットマップ方式と比べるとビットプレーン方式は色数が少ない場合にスクロール処理が比較的有利である。AMIGAは使用目的に合わせて必要な画面の数を変えることで処理速度とメモリの節約をしていた。VRAMというグラフィック表示専用のメモリ領域がなく、各種カスタムチップでメモリを共用していたからである。

## オペレーティングシステム
Amiga OSは当初はAmiga DOSと呼ばれていた。パソコン用のオペレーティングシステム（OS）としては、ほぼ初めての「ほとんどがC言語で書かれた」OSである。ブート用のファームウェアであるKickstartと、デスクトップ環境であるWorkBenchから構成される。
Amiga 1000開発時にブートROMの製作が間に合わず、発売当初はブートROMをKickStartという名のフロッピーディスクで提供していた。Amiga 500のリリース時にはKickStartROM1.2がROMとして搭載された。
当時のAmiga500はROMがハンダ付けされておらず基板に直接差し込まれていた。そのため、Amiga 500の初出荷の搬送時の衝撃でROMが浮き上がる事例が多数報告され、購入したユーザーが自ら筐体を開けて指でROMを基板に押し込む対処が行われたりした。
その後AMIGAのデスクトップ環境、WorkBenchがメジャーアップデートを行う際には、システムディスクと合わせてROMも同梱された。ユーザーはOSのアップデートを行う際に、本体に接続されている旧バージョンのROMを取り外し、新しいKickStartROMに差し替える必要があった。ヨーロッパで多数リリースされたMegaDemoが要求するROMのバージョンは1.2だったため、1.2と2.1のROMを2枚接続し必要に応じて切り替えるボードなど、AMIGAならではの周辺機器が発売されることとなった。
なお、AmigaOSはUNIXを模した独自開発のものだった。フロッピーディスクのみでも完璧なマルチタスクで動作し、アイコンサイズの無制限、2DD 880Kフォーマット、ファイル名に256文字使用可能、等、1985年当時としては非常に画期的なものだった。
Amiga OS 4.0の開発は2001年より開始し、当初2002年リリース予定だったが、権利の関係から開発会社に古いOSのソースコードしか提供されなかったこともあって大幅に遅れ、2006年にようやくAmigaOne用のOSがリリースされた（サードパーティー製のゲタを載せた旧世代Amigaで動作するバージョンのリリースは2007年）。OSのリリース前にAmigaOneが生産終了してしまったこともあり、OSの開発会社とAmiga社の間で訴訟合戦が行われた。なお、Amiga OS 4.0の起動音を手がけているのは平沢進である。

## 機種
- Amiga 1000
- Amiga 500
- Amiga 2000
- Amiga 2000HD
- Amiga 2500（68030搭載）
- Amiga 2500/30
- Amiga 3000（68030搭載）
- Amiga 3000T
- Amiga 3000/40
- Amiga 3000UX Series
- Commodore CDTV
- Amiga CD32
- Amiga 500Plus
- Amiga 600
- Amiga 600HD

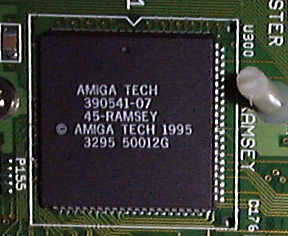
Amiga 4000のコンピューター内部

- Amiga 4000（68040搭載、表示強化）
- Amiga 1200（68020搭載、表示強化）
- Amiga 1200HD
- Amiga 4000/30
- Amiga 4000T
- Amiga 1500